# Wiebesia
Wiebesia is een geslacht van vliesvleugeligen uit de familie van de vijgenwespen (Agaonidae). De wetenschappelijke naam werd gepubliceerd in 1988 door Boucek.

## Soorten
Het geslacht omvat de volgende soorten:
- Wiebesia boldinghi (Grandi, 1916)
- Wiebesia callida (Grandi, 1927)
- Wiebesia clavata Wiebes, 1993
- Wiebesia contubernalis (Grandi, 1927)
- Wiebesia corneri Wiebes, 1993
- Wiebesia flava Wiebes, 1993
- Wiebesia gomberti (Grandi, 1928)
- Wiebesia isabella Wiebes, 1993
- Wiebesia macula Wiebes, 1993
- Wiebesia minuta Wiebes, 1993
- Wiebesia nuda Wiebes, 1993
- Wiebesia partita Boucek, 1988
- Wiebesia planocrea Wiebes, 1993
- Wiebesia pumilae (Hill, 1967)
- Wiebesia punctatae Wiebes, 1993
- Wiebesia sensillata Wiebes, 1993
- Wiebesia vechti Wiebes, 1993
- Wiebesia vidua (Wiebes, 1980)